# 王東槐
王東槐（1802年—1852年），字蔭之，號次邨，山東滕縣人。清朝官员。官至湖北鹽法道。太平軍攻佔武昌後自縊殉國。

## 生平
王東槐祖籍山西洪洞縣，其家於明初遷居滕县望冢乡盖村。王東槐自幼穎異，父親早逝，於道光十八年（1838年）中式戊戌科三甲進士，改庶吉士，散館授檢討，道光二十四年（1844年），轉任江西道監察御史，奏劾山東不法官吏有功，升戶科給事中。
道光三十年（1850年），清文宗即位，下詔求言，王東槐忠耿直諫，經左都御史王廣蔭舉薦，升內閣侍讀學士，不久，授湖南衡州府知府，尚未到任，即升福建興泉永道。
咸豐元年（1851年），調任湖北鹽法道，赴任前，暫署福建按察使。
咸豐二年（1852年）次年，王東槐上任鹽法道。當時太平天國勢起，王東槐盡力籌捐軍需。不久，太平軍進犯湖南長沙，王東槐奉命調防岳州，夜不解衣。因母喪，本應丁憂回鄉，但奪情免於父喪，留在武昌。太平軍一路北上，勢如破竹，提督博勒恭武放棄岳州，王東槐向巡撫常大淳請命，盡調城外兵勇，發放庫藏，鼓勵士氣，但巡撫未能採納。隨即武昌城陷落，東槐偕妻蕭氏自縊殉國，其女投井而死。朝廷追卹騎都尉世職，諡文直。子四人，均賜舉人。

## 延伸阅读
[在维基数据编辑]
 《清史稿·卷490》，出自趙爾巽《清史稿》

## 外部連結
- 寻访一代帝师王东槐故里 齊魯晚報